# Avon (Indiana)
Pour les articles homonymes, voir Avon.
Avon est une municipalité américaine située dans le comté de Hendricks en Indiana. Lors du recensement de 2010, sa population est de 12 446 habitants.

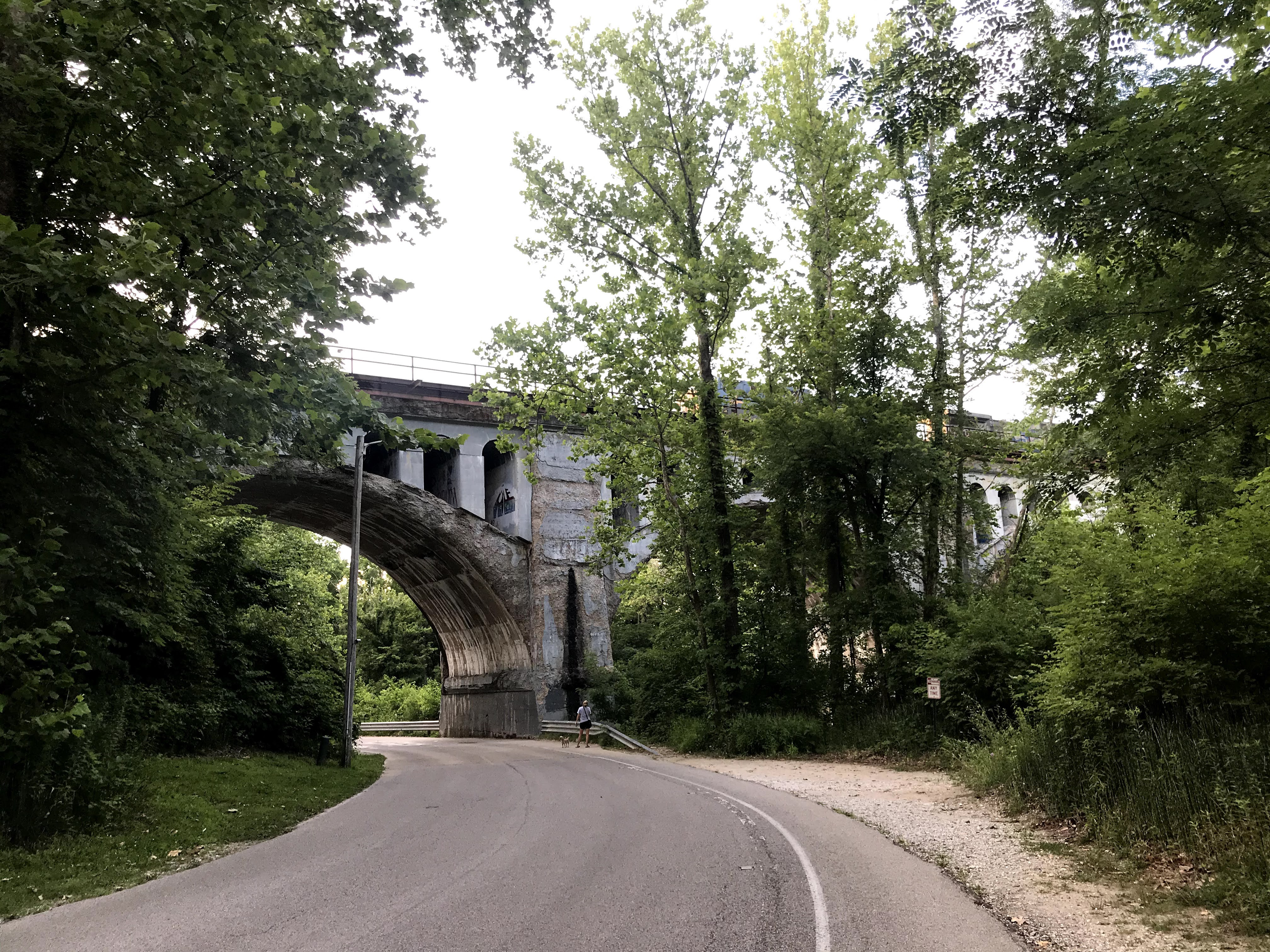
Pont hanté d'Avon

## Géographie
Avon fait partie de la banlieue ouest d'Indianapolis dans le centre de l'Indiana. Elle se trouve à environ huit kilomètres de la capitale de l'État.
Selon le Bureau du recensement des États-Unis, la municipalité s'étend en 2010 sur une superficie de 14,34 milles carrés (37,14 km2) dont 0,10 mille carré (0,26 km2) d'étendues d'eau. Le territoire municipal, plat à l'est et plus vallonné à l'ouest, est arrosé par la White Lick Creek (en).

## Histoire
La localité est fondée vers 1830,. Elle porte successivement le nom de Hampton, White Lick, Smootsdell et New Philadelphia. Lors de l'arrivée de l'Indianapolis and St. Louis Railroad, elle est renommée Avon,. Son nom fait probablement référence au comté d'Avon en Angleterre.
Depuis les années 1950, le township de Washington (en) connaît une importante croissance démographique. La municipalité d'Avon est créée en 1995 à partir d'une partie du township.

## Démographie
La population d'Avon est estimée à 17 568 habitants au 1er juillet 2017.
| Groupe                           | Avon (2016) | Indiana (2017) | États-Unis (2017) |
| -------------------------------- | ----------- | -------------- | ----------------- |
| Blancs                           | 87,9        | 85,4           | 76,6              |
| Afro-Américains                  | 5,7         | 9,7            | 13,4              |
| Métis                            | 3,4         | 2,1            | 2,7               |
| Asiatiques                       | 1,9         | 2,4            | 5,8               |
| Amérindiens                      | 0,4         | 0,4            | 1,3               |
|                                  |             |                |                   |
| Hispaniques et Latino-Américains | 7,2         | 7,0            | 18,1              |

Le revenu par habitant était en moyenne de 34 526 dollars par an entre 2012 et 2016, supérieur à la moyenne de l'Indiana (26 117 dollars) et à la moyenne nationale (29 829 dollars). Sur cette même période, seuls 3,8 % des habitants d'Avon vivaient sous le seuil de pauvreté (contre 14,1 % dans l'État et 12,7 % à l'échelle des États-Unis).